# Locomotiva FS D.236
Le locomotive D.236 (in origine V 36) erano delle locomotive di costruzione tedesca, rimaste in territorio italiano dopo la fine della seconda guerra mondiale che vennero incorporate dalle Ferrovie dello Stato nel proprio parco.

## Storia
La locomotiva, progettata in Germania nella seconda metà degli anni trenta e classificata con la sigla WR 360 C 14, iniziò ad essere costruita nel 1936 per gli usi delle forze armate tedesche (Wehrmacht).
Fra il 1936 ed il 1944 ne vennero costruite più di 250 unità che trovarono impiego nei servizi connessi alle operazioni belliche. Avevano la cassa di tipo standardizzato con differenti tipi di motorizzazione.
Le locomotive erano state progettate come multiruolo, da manovra e da treno per cui la velocità era di 30 km/h o di 60 km/h in base alla versione.
I colori originali erano in verde militare.

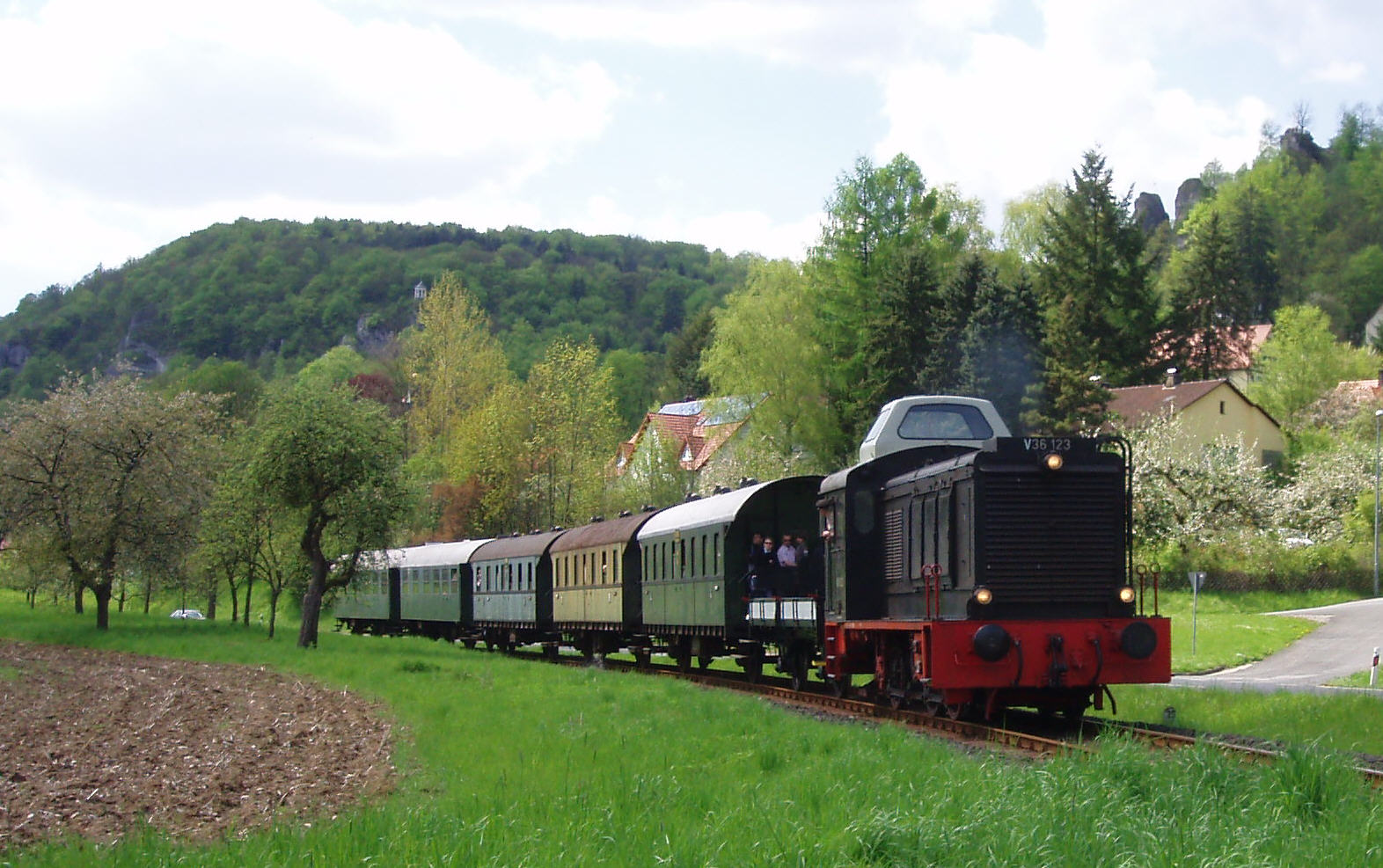
V 36 123

Le locomotive V 36 arrivarono in Italia con la Wehrmacht, nel corso della seconda guerra mondiale, e in grande numero dopo l'8 settembre 1943; non tutte però, al momento della ritirata, poterono ritornare indietro.
Le Ferrovie dello Stato ne presero in carico 3 unità nel 1945. La classificazione data all'origine fu D.236.001-003, e lo schema di coloritura iniziale fu quello normalmente adottato per le locomotive diesel da manovra: la cassa Isabella, il telaio e il tetto castano, con le traverse di testa colore rosso segnale. Verso il 1964 per il gruppo venne prevista la nuova marcatura a sette cifre per locomotive Diesel - nella fattispecie 236.9001-9003 - ma essa non venne mai applicata, dato che era già in corso di radiazione la 236.001 e le altre macchine lo sarebbero state a breve (1971). La cifra 9 avrebbe indicato motori di provenienza eterogenea (MAN per la 001, Deutz per le altre due).
Negli anni Sessanta, la 236.003 venne ricolorata in verde vagone con strisce giallo, nell'allora nuova livrea unificata per le locomotive da manovra.
La 001 fu demolita nel dicembre 1964 nelle Officine FS di Rimini; le altre due vennero radiate nel 1971 - ad agosto la 002 e a settembre la 003 - dopo gli ultimi anni di servizio svolti nella zona di Savona. La 002 venne ceduta all'impresa di lavori ferroviari Valditerra, ma non è chiaro se sia mai rientrata in servizio, e venne demolita nel 1977; la 003 passò invece all'acciaieria Rumi (poi acciaieria di Montello), dove restò in servizio sino agli anni Ottanta.
Un buon numero di V 36 sono state acquistate nuove in Germania o di seconda mano da imprese private di manutenzione ferroviaria o piccole ferrovie private italiane.

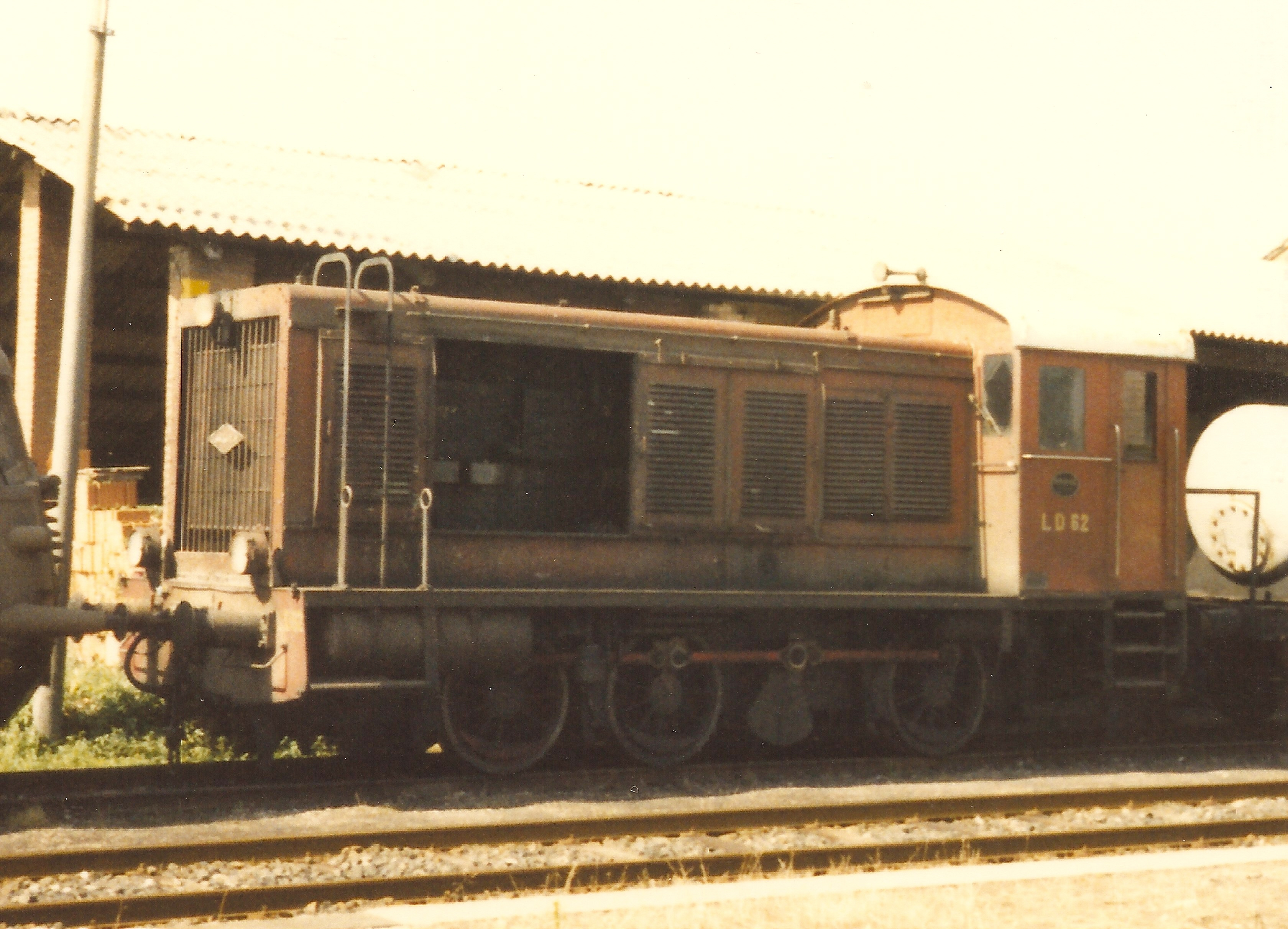
Locomotiva LD.52 della Ferrovia Suzzara-Ferrara, a Sermide nel 1986

Una di queste, la Ferrovia della Valle Seriana (FVS), ne utilizzava due, classificate come locomotive diesel LD 61-62. Alla chiusura della FVS, le due macchine furono acquistate dalla Ferrovia Suzzara-Ferrara per la sua linea omonima, nel 2001 sono confluite nel parco FER e attualmente sono ancora esistenti sebbene inutilizzate.

## Caratteristiche
Le locomotive D.236 erano locomotive di tipo militare, dalla costruzione e dall'allestimento molto spartano e robusto, dotate di una sola cabina di guida all'estremità posteriore e di un grande cofano motore; queste macchine presentavano un carro a passo rigido montato su 3 assi con ruote accoppiate mediante biella, che a sua volta prendeva il moto da un asse cieco, vale a dire un asse motore dotato di manovella e contrappeso ma privo di ruote, posto fra il secondo e il terzo asse.
Il motore, Deutz o Krupp a 6 cilindri in linea, erogava una potenza continuativa di circa 200 kW sufficiente all'effettuazione di tradotte e manovre per le quali bastava la non elevata velocità massima ammessa, pari a 60 km/h, in seguito abbassata a 50 km/h.
La trasmissione era di tipo idraulico Voith.

## Depositi
Nell'agosto 1945 la 236.001 era assegnata al deposito locomotive di Firenze, la 002 a quello di Asti e la 003 a quello di Savona. Tutte e tre passarono poi al deposito di Savona, quindi a quello di Pisa e da ultimo a quello di Savona, dove rimasero fino alla radiazione.
Un esemplare di V36 è conservato al Museo Ferroviario Piemontese, presso la sede espositiva di Savigliano (CN), è stato donato dalla Italcementi di Borgo San Dalmazzo (CN) dove veniva utilizzata per le manovre, dovrebbe essere funzionante.
Nel 2017 è in corso il restauro estetico del mezzo.